# Шварц, Марек
Марек Шварц (чеш. Marek Schwarz; 1 апреля 1986, Млада-Болеслав, Чехословакия) — чешский хоккеист, вратарь. Чемпион Чехии 2006, бронзовый призёр молодёжного чемпионата мира 2005.

## Карьера
Марек Шварц является воспитанником клуба «Млада Болеслав».
Считался одним из самых перспективных вратарей своего возраста, был выбран в 1-м раунде драфта НХЛ 2004 года.
В 2005 году стал бронзовым призёром молодёжного чемпионата мира, был признан лучшим вратарём турнира.
С 2006 по 2008 год провёл 6 матчей в НХЛ за «Сент-Луис Блюз».
Долгое время играл за «Били Тигржи Либерец» в чешской Экстралиге.
Сейчас играет за «Младу Болеслав».

## Достижения

### Командные
Чемпион Чехии 2006 и 2016
 Серебряный призёр чемпионата Чехии 2019
 Бронзовый призёр молодёжного чемпионата мира 2005

### Личные
- Лучший вратарь чемпионата мира среди юниоров 2004

- Лучший вратарь молодёжного чемпионата мира 2005

## Статистика
Обновлено на конец сезона 2020/2021
Всего за карьеру провёл 699 игр (Чешская экстралига — 287, Чешская первая лига — 96, чемпионат Австрии — 82, АХЛ — 77, Западная хоккейная лига — 62, чемпионат Финляндии — 36, Лига Восточного побережья — 19, Европейский трофей — 16, Лига чемпионов — 13, НХЛ — 6, Сборная Чехии — 5).